# 长寿天亲可汗
长寿天亲可汗（？—789年），又称合骨咄禄毗伽可汗、天亲可汗、武义成功可汗、武义可汗。即可汗位前的稱號為顿莫賀達干，或作顿莫贺、莫贺达干。药罗葛氏，是回紇汗國的第四任可汗，在位期間為779-789年。他是怀仁可汗之孙，牟羽可汗堂兄。为牟羽可汗的宰相。
780年，他谏阻牟羽可汗犯唐之举，牟羽可汗不听，因對於唐朝關係上意見不合，牟羽可汗為顿莫賀達干所殺。并杀可汗亲信及九姓胡凡二千余人，顿莫賀達干继承汗位，称合骨咄禄毗伽可汗（古突厥文拉丁轉寫：Alp Qutluğ Bilge Qağan）。他和唐朝积极改善關係，唐德宗册封他为武义成功可汗。因唐朝振武军留后张光晟诱杀其叔父突董，冷淡唐朝册封使源休，后释疑，派散支将军康赤心朝唐。当时，李泌建议唐德宗北联回纥，南联南诏，西联大食，共同抵御吐蕃。787年，遣使长安贡方物，求和亲。788年，唐德宗将女儿咸安公主嫁给了他，九月，长寿天亲可汗遣妹骨咄禄毗伽公主及国相𨁂跌都督，率众千人到唐朝迎娶，对唐以“子婿”自称。德宗册封他为汩咄祿長壽天親毗伽可汗，公主为智惠端正长寿孝顺可敦。长寿天亲可汗改国号为回鹘，取“捷鸷犹鹘”之意。次年，长寿天亲可汗去世，在位十一年，其子忠貞可汗多逻斯即位。